# Wu Yu (Gelehrter)

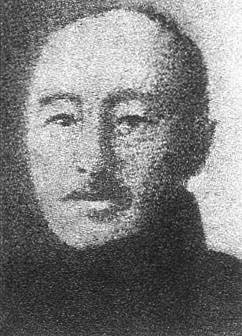
Wú Yú

Wú Yú (chin. 吴虞, Literatenname Yòulíng 又陵; * 19. Dezember 1872 in Chengdu; † 1949 in Chengdu) war ein chinesischer Gelehrter, der vor allem während der Bewegung für eine Neue Kultur der 1910er und 1920er Jahre publizierte. Das Ziel des politischen Stebens von Wu Yu war eine Republik, wie sie sich in China 1911/12 verwirklichte.

## Leben
Wu Yu studierte 1905 in Japan und wurde dort von westlichen liberalen und demokratischen Ideen beeinflusst. Er kam zu dem Schluss, dass die geistigen Überlieferungen Chinas unzeitgemäß und nicht erhaltenswert seien. Seine bekanntesten und einflussreichsten Artikel erschienen in der Zeitschrift Neue Jugend (新青年, Xin Qingnian).
In Menschen essen und Konfuzianismus (chin. 吃人与礼教, Pinyin Chi ren yu lijiao) und Der Schaden dessen, dass die Konfuzianer für ein Klassensystem stehen (chin. 儒家主张阶级制度之害, Pinyin: Rujia zhuzhang jieji zhidu zhi hai) entfaltet Wu Yu eine radikale Polemik gegen den Konfuzianismus, dessen kompromisslosester Kritiker Wu Yu neben Chen Duxiu war. So schreibt er etwa:

„Heute müssen wir unbedingt realisieren: Wir sind nicht für den Herrscher geboren, nicht für die alten Heiligen, nicht für die Morallehre der Konfuzianer [gangchang lijiao]! Die Konfuzianer sind Menschenfresser, sie betrügen uns. […] Menschen fressen, das ist dasselbe, wie über konfuzianische Tugenden reden, über konfuzianische Tugenden reden, ist dasselbe, wie Menschen fressen!“

Die Morallehre des Konfuzius begünstigt für Wu ein diktatorisches System, während er selbst nach einer demokratischen Modernisierung Chinas strebt:

„Für Konfuzius ist das Klassensystem [jieji zhidu] sehr wichtig, und zwar die Stufen zwischen Himmel und Erde, Kaiser und Minister, Vater und Sohn, Mann und Ehefrau sowie Beamten und Bürgern; nichts in 2000 Jahren ging ohne das Stufensystem. […] Wenn wir den Konfuzianismus nicht mittels einer Revolution entfernen, kann es in China keine neuen Gedanken, keine neuen Theorien geben, wie soll so eine Republik errichtet werden?“